# كايتين

بنية جزيء الكايتين تظهر وحدتي N-أسيتيل جلوكوزامين اللتين تتكران لتشكيل سلاسل طويلة من ترابط β-(1→4).

إسقاط هوارث لجزء الكايتين.

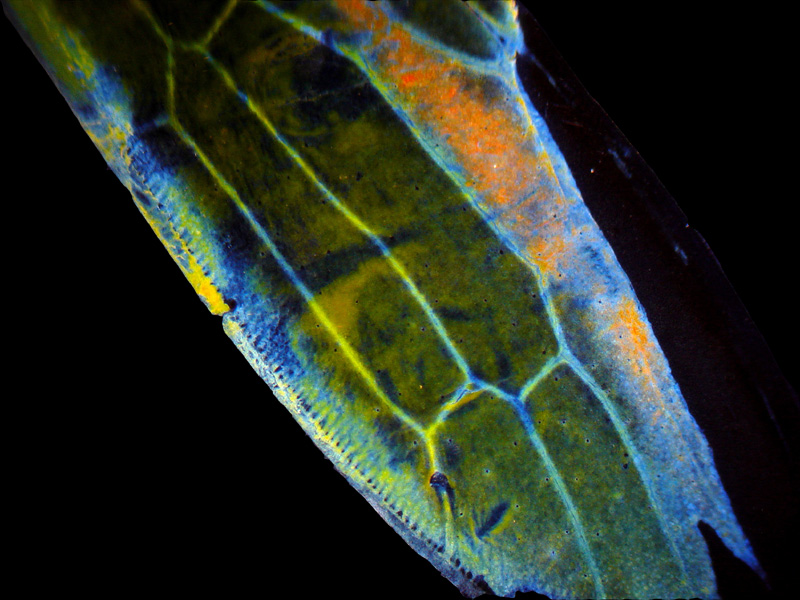
الكايتين في جناح حشرة

الكيتين أو الكايتين أو شيتين هي مادة أحيائية من عديد السكاريد وهي تعتبر المركب الأساسي لجوانب خلية الفطريات وهي الهيكل الصلب الذي يغطي أجسام الحشرات والعديد من مفصليات الأرجل وبعض الحيوانات. الكيتين هو بوليمر مركب من قطع الأستيلقلوكيزامين والتي تربط بينها روابط جليكوزية 1,4 للخلية هذا. الترابط يشبه ترابط جزئيات الجلوكوزامين في الخلايا ولذلك جزئيات الكيتين هي عمليا جزئ خلية إذ أن بكل مونومر جلوكوز واحد هيدروكسيل استبدل بمجموعة استيلاميتية هذا التبديل يمكن من إنتاج رابطة هيدروجينية إضافية بين سلاسل السكر المتقاربة مما يقوي المادة المنتجة. صناعيا يتم الاستفادة من هذه المادة لصناعة خيوط العمليات الجراحية نظرا لليونة وقوة الخيط المنتج. ولا يضاهيها في الصلابة ضمن المواد الحيوية سوى الكيراتين.